# Кюль-тегин
Кюль-тегин (др. тюрк. ‏𐰚𐰇𐰠𐱅𐰃𐰏𐰤‎, Kül Tigin Khan İnançu Apa Tarkan, 闕特勒; 685 (684) — 27 февраля 731) — политический и военный деятель Второго Восточно-тюркского каганата, соправитель Бильге-кагана, сын Кутлуга.
Прославился как героический воин и участник множества военных походов, восстановивший гегемонию тюрков-сиров в Центральной Азии.

## Биография
Родился в 685 году (по другим данным — в 684 году).
В 710 вместе с Тоньюкуком и Могиляном вторгся с тюркской армией в Хакасию, нанеся поражение кыргызам.
В 716 году устроил военный переворот, убив Кучук-кагана, посадил на тюркский трон своего брата Могиляна (Бильге-кагана).
После смерти Кюль-тегина, в его честь был создан обширный погребально-поминальный  комплекс, важную часть которого составил ряд балбалов — изображений убитых врагов.
Стела Кюль-тегину — памятник тюркской рунической письменности VIII в. — найдена в 1889 Н. М. Ядринцевым в урочище Кошо-Цайдам, на берегу реке Кокшин-Орхон (Монголия). Надписи дешифрованы в 1893 году датским учёным профессором Вильгельмом Томсеном. Памятник содержит ценные исторические сведения и даёт богатый лингвистический материал.
- Копия, стоящая в Нац. музее в городе Астана
- Стела Кюль-тегину, одна из сторон и грани имеют надписи, выполненные древнетюркским письмом
- Памятная банкнота Казахстана посвящённая Кюльтегину